# طريق رئيسي

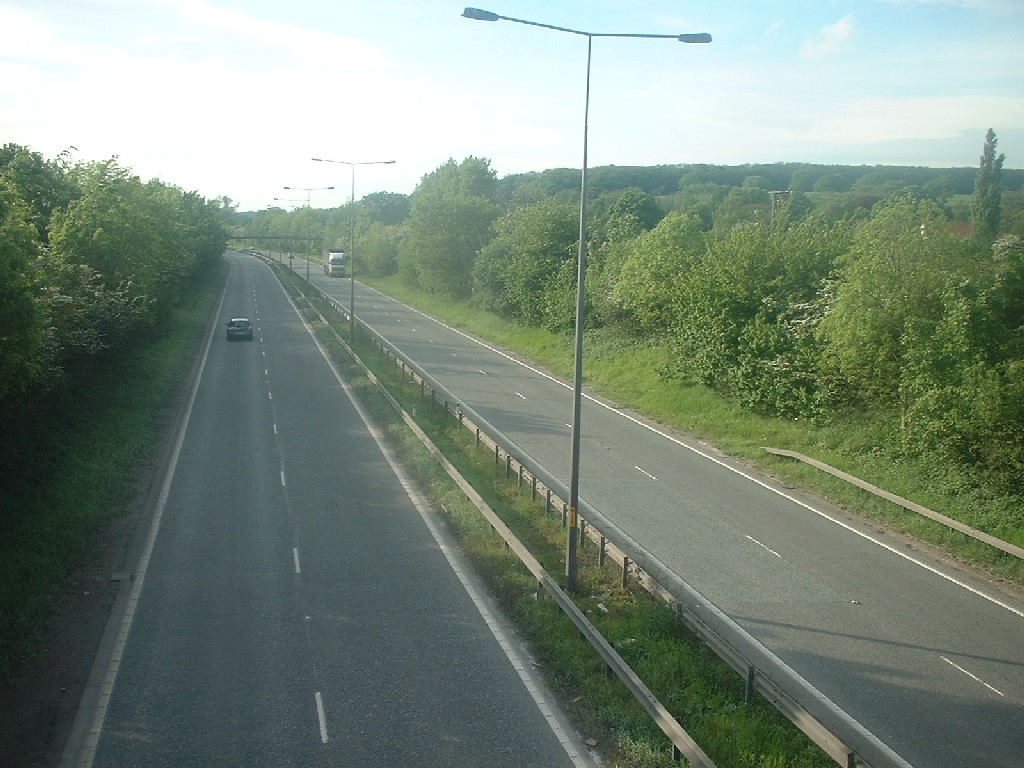
الطريق الرئيسي A63(T) الذي يربط هال بالطريق السريع M62 في إنجلترا.

الطريق الرئيسي أو الطريق السريع الرئيسي أو الطريق الاستراتيجي هو طريق رئيسي يربط عادة بين مدينتين أو أكثر وموانئ ومطارات وأماكن أخرى، وهو الطريق الموصى به للمسافات الطويلة وحركة الشحن. تحتوي العديد من الطرق الرئيسية على ممرات منفصلة في طريق مزدوج، أو تكون ذات معايير للطرق السريعة.

شبكة الطرق السريعة (باللون الأخضر) والطرق السريعة بالولاية (باللون الأزرق) أطول من في إيطاليا